# Open de Tenis Comunidad Valenciana 2009 - Qualificazioni singolare
Le qualificazioni del singolare  dell'Open de Tenis Comunidad Valenciana 2009 sono state un torneo di tennis preliminare per accedere alla fase finale della manifestazione. I vincitori dell'ultimo turno sono entrati di diritto nel tabellone principale. In caso di ritiro di uno o più giocatori aventi diritto a questi sono subentrati i lucky loser, ossia i giocatori che hanno perso nell'ultimo turno ma che avevano una classifica più alta rispetto agli altri partecipanti che avevano comunque perso nel turno finale.
Le qualificazioni del torneo Open de Tenis Comunidad Valenciana  2009 prevedevano 16 partecipanti di cui 4 sono entrati nel tabellone principale.

## Teste di serie
1. Robert Kendrick (ultimo turno)
2. Christophe Rochus (Qualificato)
3. Alejandro Falla (Qualificato)
4. Rajeev Ram (ultimo turno)

1. Alberto Martín (Qualificato)
2. Steve Darcis (primo turno)
3. Iván Navarro (ultimo turno)
4. Albert Ramos Viñolas (ultimo turno)

## Qualificati
1. Roberto Bautista Agut
2. Christophe Rochus

1. Alejandro Falla
2. Alberto Martín

## Tabellone

### Legenda
| - Q = Qualificato - WC = Wild card - LL = Lucky loser | - ALT = Alternate - SE = Special Exempt - PR = Protected Ranking | - w/o = Walkover - r = Ritirato - d = Squalificato |

### Sezione 1
|  | Primo turno | Primo turno           | Primo turno           | Primo turno | Primo turno |  |  | Ultimo turno | Ultimo turno          | Ultimo turno          | Ultimo turno | Ultimo turno |  |
|  |             |                       |                       |             |             |  |  |              |                       |                       |              |              |  |
|  | 1           | Robert Kendrick       | Robert Kendrick       | 6           | 6           |  |  |              |                       |                       |              |              |  |
|  |             | Pablo Garcia-Gaitan   | Pablo Garcia-Gaitan   | 1           | 0           |  |  | 1            | Robert Kendrick       | Robert Kendrick       | 68           | 64           |  |
|  |             | Roberto Bautista Agut | Roberto Bautista Agut | 7           | 7           |  |  |              | Roberto Bautista Agut | Roberto Bautista Agut | 7            | 7            |  |
|  | 6           | Steve Darcis          | Steve Darcis          | 62          | 5           |  |  |              |                       |                       |              |              |  |

### Sezione 2
|  | Primo turno | Primo turno          | Primo turno          | Primo turno | Primo turno |  |  | Ultimo turno | Ultimo turno         | Ultimo turno         | Ultimo turno | Ultimo turno |  |
|  |             |                      |                      |             |             |  |  |              |                      |                      |              |              |  |
|  | 2           | Christophe Rochus    | Christophe Rochus    | 6           | 6           |  |  |              |                      |                      |              |              |  |
|  |             | Arnau Sanz Sanz      | Arnau Sanz Sanz      | 1           | 0           |  |  | 2            | Christophe Rochus    | Christophe Rochus    | 6            | 7            |  |
|  | 8           | Albert Ramos Viñolas | Albert Ramos Viñolas | 6           | 6           |  |  | 8            | Albert Ramos Viñolas | Albert Ramos Viñolas | 1            | 5            |  |
|  |             | Oscar Burrieza-Lopez | Oscar Burrieza-Lopez | 4           | 3           |  |  |              |                      |                      |              |              |  |

### Sezione 3
|  | Primo turno | Primo turno             | Primo turno     | Primo turno | Primo turno |  |  | Ultimo turno | Ultimo turno    | Ultimo turno    | Ultimo turno | Ultimo turno |  |
|  |             |                         |                 |             |             |  |  |              |                 |                 |              |              |  |
|  | 3           | Alejandro Falla         | 2               | 6           | 7           |  |  |              |                 |                 |              |              |  |
|  |             | Daniel Muñoz de la Nava | 6               | 3           | 5           |  |  | 3            | Alejandro Falla | Alejandro Falla | 6            | 6            |  |
|  | 7           | Iván Navarro            | Iván Navarro    | 6           | 6           |  |  | 7            | Iván Navarro    | Iván Navarro    | 4            | 2            |  |
|  |             | Morgan Phillips         | Morgan Phillips | 1           | 1           |  |  |              |                 |                 |              |              |  |

### Sezione 4
|  | Primo turno | Primo turno       | Primo turno  | Primo turno | Primo turno |  |  | Ultimo turno | Ultimo turno   | Ultimo turno   | Ultimo turno | Ultimo turno |  |
|  |             |                   |              |             |             |  |  |              |                |                |              |              |  |
|  | 4           | Rajeev Ram        | Rajeev Ram   | 7           | 6           |  |  |              |                |                |              |              |  |
|  |             | Javier Marti      | Javier Marti | 6(0)        | 2           |  |  | 4            | Rajeev Ram     | Rajeev Ram     | 5            | 64           |  |
|  | 5           | Alberto Martín    | 3            | 6           | 6           |  |  | 5            | Alberto Martín | Alberto Martín | 7            | 7            |  |
|  |             | Pedro Rico Garcia | 6            | 0           | 4           |  |  |              |                |                |              |              |  |